# Elise Kellond-Knight
Elise Kellond-Knight, née le 10 août 1990 à Gold Coast, est une footballeuse internationale australienne évoluant au poste de milieu défensive au Melbourne Victory.

## Biographie
Elise Kellond-Knight participe à la Coupe du monde de football féminin 2011 avec l'équipe d'Australie de football féminin, qui est éliminée en quarts de finale par la Suède. Elle fait partie de l'équipe-type de la compétition.
En 2021, elle est transférée au Hammarby IF.